# Браге, Маргарета Абрахамсдоттер
Маргарета Абрахамсдоттер Браге (швед. Margareta Abrahamsdotter Brahe; 28 июня 1603, Рюдбохольм — 15 мая 1669, Веферлинген) — шведская аристократка и придворная дама, ландграфиня Гессен-Гомбурга по браку с Фридрихом II, ландграфом Гессен-Гомбурга. Она приобрела известность своими браками, которые считались скандальными.

## Биография

### Первое замужество
Маргарета Браге была дочерью риксрода графа Абрахама Педерссона Браге Висингсборгского (1569—1630) и Эльзы Юлленшерн Лундхольмской, а также сестрой Пера Браге Младшего и Нильса Браге и двоюродной сестрой Эббы Браге. Она принадлежала к одной из самых престижных дворянских фамилий Швеции и состояла в родстве с королевской семьей. Современники описывали её не как умную, а как посредственную натуру с хорошим чувством такта и приличий и жизнерадостным темпераментом, лишённую всякой способности плести заговоры или участвовать в придворных интригах. Маргарета Браге обладала довольно слабым здоровьем на протяжении всей своей жизни.
Она принадлежала к семье, привыкшей к придворной службе, её тётя по отцовской линии, Маргарета Браге (1559—1638), была фрейлиной, и до своего первого брака служила фрейлиной (швед. hovfröken) королевы Марии Элеоноры. По слухам, она была очень любима королевой и входила в состав свиты, сопровождавшей её во время Тридцатилетней войны в Германии после битвы при Брейтенфельде в 1631 году.
4 июля 1633 года она вышла замуж за риксрода и королевского конюшего барона Бенгта Оксеншерну (1591—1643) в Стралсунде после трёхлетней помолвки в то время, когда она всё ещё служила фрейлиной Марии Элеоноры. Супруги вернулись в Швецию в следующем году, но вскоре её муж был назначен генерал-губернатором Шведской Ливонии, где они жили в Риге и Дерпте. Их брак был бездетным.
В июне 1643 года Маргарета Браге овдовела и вернулась в Швецию, а после окончания траура вновь примкнула к королевскому двору.

### Второе замужество
26 февраля 1644 года Маргарета Браге была назначена на должность гофмейстерины (швед. hovmästarinna) или правительницей гардеробной шведской королевы Кристины. Это была самая высокая должность для женщины при шведском королевском дворе, хотя она была разделена во время правления Кристины среди троих фрейлин. Двумя другими гофмейстеринами были Керстин Боот и Беата Оксеншерна.
Во время своего пребывания в должности она считалась влиятельной фигурой при дворе, и как другие фрейлины она могла использовать своё положение в интересах просителей: например, рекомендовать священника на должность нового генерал-губернатора Ливонии, подать прошение о том, чтобы офицер сохранил командование над своим полком, или предоставить стипендии студентам. В 1648 году двоюродная сестра королевы графиня Элеонора Екатерина Цвейбрюкенская назвала её «дражайшей защитницей», вероятно, потому, что Маргарета Браге защищала её, когда та родила незаконнорожденного ребёнка.
На этом этапе жизни Маргарета Браге была, по-видимому, привлекательной женщиной и описывалась как «очень милая госпожа Браге». В 1647 году ей сделал предложение государственный чиновник граф Юхан Оксеншерна, старший сын и наследник могущественнейшего канцлера графа Акселя Оксеншерны. Её жених был на восемь лет моложе её и был влюблен в неё ещё до женитьбы на Анне Стуре (ум. 1646), а когда он овдовел, то сделал предложение Маргарете. Это предложение руки и сердца вызвало скандал и политические склоки при дворе. В эту эпоху браки внутри дворянства представляли собой политические контракты, заключаемые для создания равновесия между политическими фракциями дворян при дворе, где монарх вынужден был балансировать между могущественными партиями родов Браге и Оксеншерна. Появился памфлет, обвинявший Акселя Оксеншерну в том, что он организовал этот брак, чтобы создать союз с братом Маргареты Пером Браге и его фракцией, что вызвало политические конфликты. Это обвинение было подкреплено тем фактом, что Аксель Оксеншерна обручил своего младшего сына Эрика Оксеншерну с племянницей Маргареты Эльзой Элисабет Браге, что позволило этому браку состояться без нарушения баланса сил между благородными фракциями.
Однако на самом деле Аксель Оксеншерна был категорически против этого брака: у его сына не было детей, и он сделал предложение женщине, у которой не было детей от первого брака и которая, вероятно, скоро станет довольно старой, чтобы иметь их. Более того, такой скоропалительный брак вскоре после смерти его первой жены мог расстроить его богатую бывшую тещу и бывшую приёмную мать королевы Эббу Лейонхуфвуд, не имевшей детей, которая могла бы изменить своё решение сделать его своим наследником, если бы он женился так скоро после смерти её дочери. Аксель Оксеншерна поучал своего сына и писал: «Мы с твоей матерью не могли не полюбить особу госпожи Маргареты и с большим удовольствием полюбили бы её как невестку. Однако нам не хотелось бы, чтобы всякая надежда на то, что у вас будут внуки, исчезла бы из-за вашего брака с ней. Ты наш старший сын и после бога наша единственная надежда и опора. Вы ещё молоды, вам едва исполнилось тридцать пять, и я не могу понять, зачем вам обременять себя старой и бесплодной женщиной и тем самым делать то, о чём вы можете пожалеть».
Но Юхан Оксеншерна был искренне влюблён, хотел жениться на Маргарете исключительно по любви и отказался рассматривать политические, экономические или фертильные причины, и в июле 1648 года он с Маргаретой Браге бежали в Висмар в Германии, где они и поженились. Поскольку этот брак не был ни политическим, ни экономическим, ни предназначенным для рождения детей, он был очевидным браком по любви, который был спорным для той эпохи, когда подобные браки были редкостью. Тот факт, что он состоялся всего через четыре месяца после смерти первой жены жениха, а также их разница в возрасте (когда невеста, а не жених была старше своего супруга почти на 10 лет) добавляли скандальности их союзу.
Супруги остались в Германии, где Юхан Оксеншерна был шведским делегатом на переговорах в Оснабрюке, а Маргарета Браге, по слухам, сыграла важную роль во время подписания Вестфальского мира, оказав влияние на своего вспыльчивого мужа, что пошло на пользу переговорам, сделав их более деликатными. Сам Юхан Оксеншерна упоминал об этом в письмах к своему отцу: «я могу признаться, что если бы моя жена не была здесь, я бы уже наверняка погиб».
Брак был явно счастливым, но бездетным. 5 декабря 1657 года Маргарета Браге во второй раз осталась бездетной вдовой. Смерть второго мужа, по слухам, причинила ей такое горе, что она долгое время была прикована к постели.

### Третье замужество
После смерти своего второго супруга Маргарета Браге вошла в число богатейших людей Швеции. Её муж получил «наследство Стуре» от Эббы Лейонхуфвуд (матери его первой жены, наследницы Анны Стуре) и оставил это всё Маргарете Браге в своём завещании, и хотя она отказалась от части наследства в 1661 году, заключив соглашение с родственниками Анны Стуре, она осталась очень богатой и, следовательно, привлекательной невестой.
Она продолжала посещать двор и сопровождала наследного принца к смертному одру шведского короля Карла XI в Гётеборге в 1660 году.
В 1660 году она получила два предложения руки и сердца: одно от 66-летнего Людовика Генриха, ландграфа Нассау-Дилленбургского, трижды овдовевшего с семнадцатью детьми и плохим хозяйством, и одно от 27-летнего Фридриха II, ландграфа Гессен-Гомбурга, бездетного и никогда до этого не женившегося. Людовик Генрих отправил своих послов в Стокгольм для переговоров, и его поддержал брат Маргареты Пер Браге, но сама Маргарета Браге тянула с ответом ему. Между тем сам Фридрих II находился в Стокгольме и лично ухаживал за ней, в итоге Маргарета Браге предпочла принять предложение Фридриха II, который был на 30 лет моложе её, что вызвало очередной большой скандал. Когда Людовик Генрих отправил своего посла в Стокгольм для дальнейших переговоров относительно уже принятого им предложения, он обнаружил, что Маргарета уже помолвлена с Фридрихом II. Людовик Генрих обвинил Маргарету в том, что она нарушила свое обещание выйти замуж, и выдвинул дипломатические протесты вдовствующей королеве-регентше Гедвиге Элеоноре и Перу Браге, но Маргарета отказалась подчиниться Людовику Генриху или своему брату и не стала дожидаться разрешения дипломатического конфликта. 12 мая 1661 года она вышла замуж за Фридриха II. Пышная свадебная церемония была проведена с тщательно продуманными торжествами при королевском дворе в Стокгольме в присутствии короля и вдовствующей королевы-регентши. По слухам, супруги прекрасно ладили друг с другом, но свадьба вызвала большой скандал и о ней много судачили в мемуарах и письмах того времени.
После медового месяца в своем имении Экебыхов Маргарета уехала с супругом в Германию и разделила с ним остаток своей жизни, проживая при дворе Гессен-Гомбург в Гомбурге и в поместьях, приобретённых на её деньги и расположенных в окрестностях города. Несмотря на то, что она была счастлива в своём браке, она скучала по Швеции и своим родственникам, но в то же время обнаружила в себе интерес к генеалогическим исследованиям.
Людовик Генрих опубликовал клеветническую запись под названием «Неверная Маргарета Браге» (нем. Die untreue Margaretha Brahe), в которой он указал на Маргарету как на прелюбодейку, а на Фредрика как на соблазнителя, и потребовал, чтобы они были наказаны в соответствии с немецким законом. Этот пасквиль был «чудовищной клеветой, дисфемизмом и инсинуациями», Людовик Генрих также опубликовал свою переписку с Маргаретой, чтобы доказать, что она нарушила свои брачные обеты. Однако не было никаких доказательств, что она приняла его предложение, было только то, что она избегала отвечать ему и поощряла его на дальнейшие действия, не говоря «да». Фридрих II опубликовал более уравновешенный ответ ему, суть которого заключалась в том, что его жена отказала Людовику Генриху, когда ей сообщили о его распутном образе жизни. Этот конфликт вызвал скандал во всей Германии и «повлиял на чувства Маргареты Браге до такой степени, что она считала себя умирающей», но при посредничестве её брата и нескольких немецких принцев ей удалось добиться примирения с Людовиком Генрихом перед его смертью в 1662 году.
Маргарета Браге умерла в 1669 году, она завещала почти всё своё состояние своему супругу «в знак признательности за честь и верность, которые всегда оказывал ей её молодой супруг». Это решение также вызвало скандал, так как она почти ничего не оставила своим родственникам, а супруг её племянницы, Адольф Иоганн I, безуспешно пытался оспорить последнюю волю Маргареты.